# 阿墩子虎耳草
阿墩子虎耳草（学名：Saxifraga atuntsiensis）为虎耳草科虎耳草属下的一个种。

## 扩展阅读
- 維基物種上的相關：阿墩子虎耳草